# Mixed Emotions (single)
Mixed Emotions is een single van de Britse rockband The Rolling Stones, afkomstig van hun negentiende studioalbum Steel Wheels uit 1989. Op 17 augustus dat jaar werd het nummer eerst in Europa op single uitgebracht. Op 21 augustus volgden Australië, Nieuw-Zeeland, de VS en Canada.

## Achtergrond
Het nummer werd geschreven door Mick Jagger en Keith Richards tijdens een reis in Barbados en werd opgenomen op Montserrat. De plaat werd een wereldwijde hit en bereikte in de VS de nummer 1 positie in de Mainstream Rock Tracks en de 5e in de Billboard Hot 100. Ook in Canada werd de nummer 1 positie behaald. In Australië de 25e, Nieuw-Zeeland de 9e, Frankrijk de 41e, Zweden de 15e, Duitsland de 20e, Oostenrijk en Ierland de 17e, Zwitserland de 24e, de Eurochart Hot 100 de 23e en
in thuisland het Verenigd Koninkrijk de 36e positie in de UK Singles Chart.
In Nederland was de plaat op donderdag 24 augustus 1989 TROS Paradeplaat op de befaamde donderdag op Radio 3 en werd mede hierdoor een hit in de destijds twee landelijke hitlijsten op de nationale publieke popzender. De plaat bereikte de 9e positie in de Nationale Hitparade Top 100 en de 10e in de Nederlandse Top 40.
In België bereikte de plaat de 14e positie in de voorloper van de Vlaamse Ultratop 50 en de 13e in de Vlaamse Radio 2 Top 30. In Wallonië werd géén notering behaald.